# Reforma política no Brasil
No Brasil, a Reforma Política é o conjunto de projetos legislativos ligados à temática eleitoral, com fins de tentar aprimorar o sistema eleitoral nacional, proporcionando, segundo seus defensores, maior correspondência entre a vontade do eleitor ao votar e o resultado final das urnas.
Uma reforma política ampla vem sendo articulada desde o Governo Fernando Henrique Cardoso (FHC). No entanto, as mudanças na legislação eleitoral, em nível constitucional ou infraconstitucional, se deram, em sua maioria, aos poucos, em diversas mudanças esporádicas emanadas pelo Congresso ou pelo Poder Judiciário, e não numa grande reforma.
Especialistas indicam que a mudança do sistema de representação, principalmente não é feita, pelos próprios congressistas - que cumprem mandato - terem receio de não conseguirem se reeleger. Mudanças como a OAB propõe, representação proporcional mista, são minimamente discutidas na seara política brasileira.

## Histórico

### Reformas do Governo FHC
Apesar da vontade de realizar uma reforma política ainda em fins da década de 1990, as duas grandes mudanças conseguidas seriam a cláusula de barreira, que teria aplicação após 2006, mas que pouco antes de entrar em vigor, foi declarada inconstitucional; e a reeleição por um mandato, aprovada em 1997, através da emenda 16, de forma bastante controversa.
Na época, surgiram denúncias de compra de votos de parlamentares para aprovação da emenda, fato este que levou à cassação do então Deputado Federal Ronivon Santiago. Tal emenda constitucional foi também chamada de casuística, pois interessava ao então Presidente da República, que queria ficar mais quatro anos no poder, como de fato ocorreu.
Durante a década de 2010, a reeleição também passou a ser questionada, sendo proposto o seu fim.
Ainda pode-se destacar, durante o governo de Fernando Henrique, a flexibilização na imunidade parlamentar, aprovada por emenda constitucional em 2001.
Merece menção também a verticalização das eleições, aprovada em 1998 por um entendimento do TSE a respeito da aplicação da Lei Federal 9.504 de 30 de setembro de 1997, em seu artigo 6º, estabelecendo que eleições estaduais não poderiam ter coligações diferentes das coligações das eleições federais que ocorressem simultaneamente. Esta lei foi modificada pelo Congresso Federal em 2006, passando, pelo princípio da anualidade, a vigorar para as eleições que ocorressem apenas um ano depois, portanto, tal sistema foi válido até as eleições daquele ano.

### Durante o Governo Lula
A fidelidade partidária, reivindicação antiga, foi aprovada por decisão do TSE, referendada depois pelo STF, à revelia do Poder legislativo, em 2006. Em 2010, após um projeto de iniciativa popular, capitaneado pelo Movimento de Combate à Corrupção Eleitoral, foi aprovada a Lei da Ficha Limpa. O STF julgou que a lei passaria a ter vigor a partir das eleições de 2012.
Apesar das diversas mudanças, ao longo dos anos, persistia o clamor de muitos setores da sociedade por uma nova reforma, embora sem um consenso ainda sobre que reformas exatamente se deveria aprovar.

### Primeiro Governo Dilma
Em 2011, o Senado Federal e a Câmara dos Deputados implantaram comissões separadas para estudar e elaborar propostas de reforma política, mas nenhuma delas obteve qualquer resultado.
No caso da comissão estabelecida pelo Senado, os pontos analisados foram os seguintes:
1. sistemas eleitorais - discutiu-se a manutenção do sistema proporcional de lista aberta, através do quociente eleitoral, com coligações, para as eleições de deputados federal e estadual e vereadores, ou se este seria substituído pelo Voto proporcional de lista fechada, pelo Voto proporcional de lista flexível, pelo Voto distrital, pelo Voto distrital misto, ou pelo Voto único intransferível' (também chamada erroneamente de "distritão")[23][25]
2. financiamento eleitoral e partidário - houve debate sobre qual o melhor sistema de financiamento de campanhas eleitorais, se deveria ser mantido o sistema misto, ou se deveria adotar um financiamento exclusivamente público, ou um financiamento exclusivamente privado, com doações apenas de pessoas físicas, ou com doações também de pessoas jurídicas.[23]
3. suplência de Senador - debateu-se o fim do segundo suplente, ou de ambos, eleitos junto com o senador, por voto majoritário, passando a ser o suplente, de acordo com a proposta, o candidato ao Senado não eleito mais bem votado da eleição anterior,[26] ou ainda, que um Deputado Federal assumisse a vaga, sendo este o mais votado do Estado, ou o Deputado mais votado do mesmo partido que o do Senador que substitui.[23][27]
4. filiação partidária e domicílio eleitoral - para concorrer às eleições, o candidato deverá possuir domicílio eleitoral no local em que está concorrendo à vaga pelo prazo de, pelo menos um ano antes do pleito e estar com situação regularizada no partido no mesmo prazo. Houve propostas de alteração desses prazos.[23]
5. coligações - defendeu-se o fim das coligações em eleições proporcionais. Outra proposta seria a chamada federação de partidos, no qual dois ou mais partidos atuariam como somente um.[23]
6. voto facultativo;[23]
7. data da posse dos chefes do Executivo - propôs se trocar esta data, para não coincidir com o feriado internacional, o que poderia dar uma possível uma maior visão internacional da posse dos chefes do executivo, entre outros fatores.[23]
8. cláusula de desempenho - embora já declarada inconstitucional uma vez, entrou em pauta novamente.[23]
9. fidelidade partidária - ainda que já existindo de fato por decisão judicial, discutiu-se coloca-la na legislação em definitivo.[23]
10. reeleição e mandato - Houve propostas para acabar com a reeleição dos chefes de executivo em mandatos seguidos. Ao mesmo tempo, discute-se ampliar o tempo de mandato para 5 anos e a unificação das eleições legislativas e executivas para o mesmo período.[23]
11. candidato avulso - Foram estudadas propostas para permitir a candidatura de candidatos que não possuam filiação a qualquer partido.[23]

### Segundo Governo Dilma
Após as eleições de 2014, com a eleição de novo governo e novo congresso, e a chegada de Eduardo Cunha à presidência da Câmara Federal, na primeira metade de 55.ª legislatura, formaram-se as condições para a realização da Reforma Política de 2015. Nessa época, a país vivia a crise política e econômica de 2014 no país. A economia encontrava-se em grave estado recessivo, e uma crise política, ligada a escândalos de corrupção, minavam a confiança do povo na classe política.

### Governo Temer
Em 2017, novas propostas de reforma política foram apresentadas, propondo, entre outras alterações na legislação eleitoral, a mudança para o sistema eleitoral de lista fechada, o fim das coligações em eleições proporcionais (deputados e vereadores), uma cláusula de barreira e a criação de um fundo eleitoral. Posteriormente, a proposta de voto em lista foi substituída pelo sistema Distritão. A mudança de sistema eleitoral acabou rejeitada, mas a cláusula de barreira e o fundão eleitoral acabaram aprovados.
No ano seguinte, a cláusula de barreira atingiu 14 dos 35 partidos então existentes: PC do B (elegeu 9 deputados), PHS (elegeu 6), Patriota (elegeu 5), PRP (elegeu 4), PMN (elegeu 3), PTC (elegeu 2), DC, PPL e Rede (elegeram 1, cada), PMB, PSTU, PRTB, PCB e PCO (não elegeram ninguém).